# بيتر دود
بيتر دود (بالإنجليزية: Peter A. Dowd)‏ هو عالم أسترالي، ولد في 1946.